# Absidia fusca
Absidia fusca är en svampart som beskrevs av Linnem. 1936. Absidia fusca ingår i släktet Absidia och familjen Mucoraceae.   Inga underarter finns listade i Catalogue of Life.